# M Studio (Temesvár)
M-studió, teljes nevén Magyar studió – a temesvári diákotthonok számára vezetéken közvetített diákrádió. 1973-ban kezdte meg adásait. Első főszerkesztője Nagy Gy. Zoltán villamosmérnök, utóda 1974-től Barabás Sándor ugyancsak villamosmérnök és Tóth Sándor fizikus hallgató, 1975-től Burián Felicián, 1977-től Tüzes Péter, 1980-tól Csulak Ferenc, utóbbiak is villamosmérnök-hallgatók. A másfél órás heti adást 20-25 állandó diák-munkatárs készítette, köztük Bakk Miklós, Borbély László, Hajdu Zoltán, ifjabb Toró Tibor. Állandó rovata volt a tudománytörténet, művészet, irodalom, nyelvművelés, politika, humor, sport. Szerepet játszott a táncház és a zenekar létesítésénél is. „Energiatakarékosságra” hivatkozva 1986-ban beszüntették.
Az 1989-es romániai forradalom után újrakezdte adásait Bartha Csaba, Nagy Iván és társaik ügybuzgalmából. Ám tekintettel az újjászülető Temesvári Rádió magyar nyelvű adásának a magyar főiskolások számára indított műsoraira, nem sokkal később felfüggesztette külön működését.